# Zaron
Zaron is een computerspel voor de Commodore 64. Het spel werd geprogrammeerd door Peter Gasper en Sascha Kleefisch uitgegeven door S+S Soft Vertriebs GmbH. Het spel is een Duitstalige tekstadventure en is met simpele opdrachten via het toetsenbord te bedienen. 